# FC Universitatea Craiova
El Fotbal Club Universitatea Craiova fou un club de futbol romanès de la ciutat de Craiova.

## Història
Els primers clubs de la ciutat van ser fundats el 1921, Craiovan Craiova i Rovine Grivita Craiova. El 1940, ambdós clubs es fusionaren creant un dels clubs més exitosos del moment, el FC Craiova, que guanyà el campionat romanès del 1942-1943, no oficial per la guerra.
Finalment, el 1948 nasqué el Universitatea Craiova per iniciativa de professors i estudiants de la universitat. El 1982/1983 fou la millor temporada del club, arribant a semifinals de la Copa de la UEFA. El 1991 guanyà per darrer cop la lliga romanesa.
Denominacions del club:
- 1948: CSU Craiova (Clubul Sportiv Universitar)
- 1950: Ştiinţa Craiova
- 1966: CS Universitatea Craiova
- 1992: FC Universitatea Craiova

El 20 de juliol de 2011, el club fou exclòs temporalment de la Federació Romanesa de Futbol per haver iniciat una disputa a la cort civil. L'abril de 2014 l'Alta Cort de Cassació i Justícia confirmà la decisió de la Federació.

## Palmarès
- 4 Lliga romanesa de futbol: 1974, 1980, 1981, 1991
- 6 Copa romanesa de futbol: 1977, 1978, 1981, 1983, 1991, 1993

## Futbolistes destacats
- Paul Manta
- Silviu Lung
- Gheorghe Popescu
- Titus Ozon
- Ilie Balaci
- Gabi Popescu
- Ion Oblemenco
- Ştefan Stoica
- Gheorghe Craioveanu
- Ioan Ganea
- Claudiu Niculescu
- Florin Costea
- Julius Wobay

## Entrenadors destacats
- Nicolò Napoli
- Ilie Balaci
- Mircea Rednic
- José Ramón Alexanko
- Emerich Jenei
- Emil Sandoi
- Victor Piţurcă
- Constantin Oţet
- Sorin Cârţu
- Valentin Stănescu
- Constantin Cernăianu
- Ion Oblemenco